# Umeå IK Bowling
Umeå IK Bowling är en bowlingklubb i Umeå, ingående i Umeå IK.
Klubben har vunnit SM-guld för herrar lag åren 1974, 1985 och 1988.